# Peronia
Peronia is een geslacht van weekdieren uit de klasse van de Gastropoda (slakken).

## Soorten
- Peronia anomala Labbé, 1934
- Peronia branchifera (Plate, 1893)
- Peronia gaimardi Labbé, 1934
- Peronia peronii (Cuvier, 1804)
- Peronia verruculata (Cuvier, 1830)